# Vélodrome olympique d'Athènes
 (avril 2025).
Le vélodrome olympique d'Athènes (en grec moderne : Ολυμπιακό Ποδηλατοδρόμιο Αθήνας) est un stade du complexe olympique d'Athènes, en Grèce. Construit en 1991 pour les Jeux méditerranéens de 1991, il a été rénové afin d'accueillir les compétitions de cyclisme sur piste des Jeux olympiques d'été de 2004.

## Description
Il a une capacité de 5 250 places, bien que seules 3 300 soient ouvertes lors des Jeux olympiques. La piste, en bois d'afzelia, mesure 250 mètres de long, pour 7,5 m de large.
La rénovation s'achève le 30 mai 2004 et le vélodrome rouvre le 30 juillet 2004.

## Après les Jeux
Le vélodrome est fermé en septembre 2023, une étude ayant montré que le toit ne répondait pas aux exigences de sécurité.